# Wilson Hills
Wilson Hills är en kulle i Antarktis. Den ligger i Östantarktis. Australien gör anspråk på området. Toppen på Wilson Hills är 1 058 meter över havet.
Terrängen runt Wilson Hills är platt åt sydväst, men åt nordost är den kuperad. Trakten är obefolkad. Det finns inga samhällen i närheten. 